# Stoma

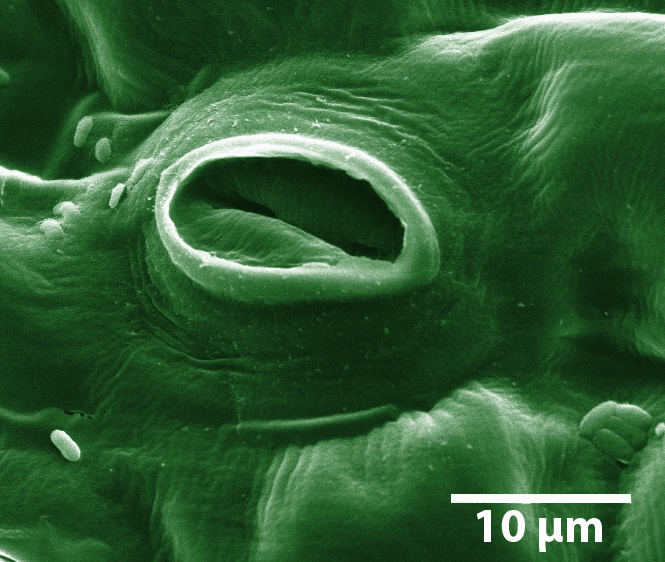
Uno stoma di una foglia di pomodoro. L'immagine è ottenuta al microscopio elettronico a scansione (SEM)

Gli stomi sono strutture formate da due cellule, annesse all'epidermide, presenti negli organi aerei (foglie, fiori, fusti) delle embriofite. 
Sono per lo più disposti sulle parti erbacee delle piante, in modo particolare sulla pagina inferiore delle foglie e sono presenti, con localizzazione e frequenza diversa, in tutte le piante terrestri. 
Consentono lo scambio gassoso fra interno ed esterno del vegetale, in particolare favoriscono l'entrata di anidride carbonica, che verrà utilizzata per la fotosintesi, e la fuoriuscita di ossigeno e vapor d'acqua. Il meccanismo di apertura e chiusura è regolato dalla diversa quantità di acqua presente nelle cellule degli stomi. 

## Scoperta degli stomi

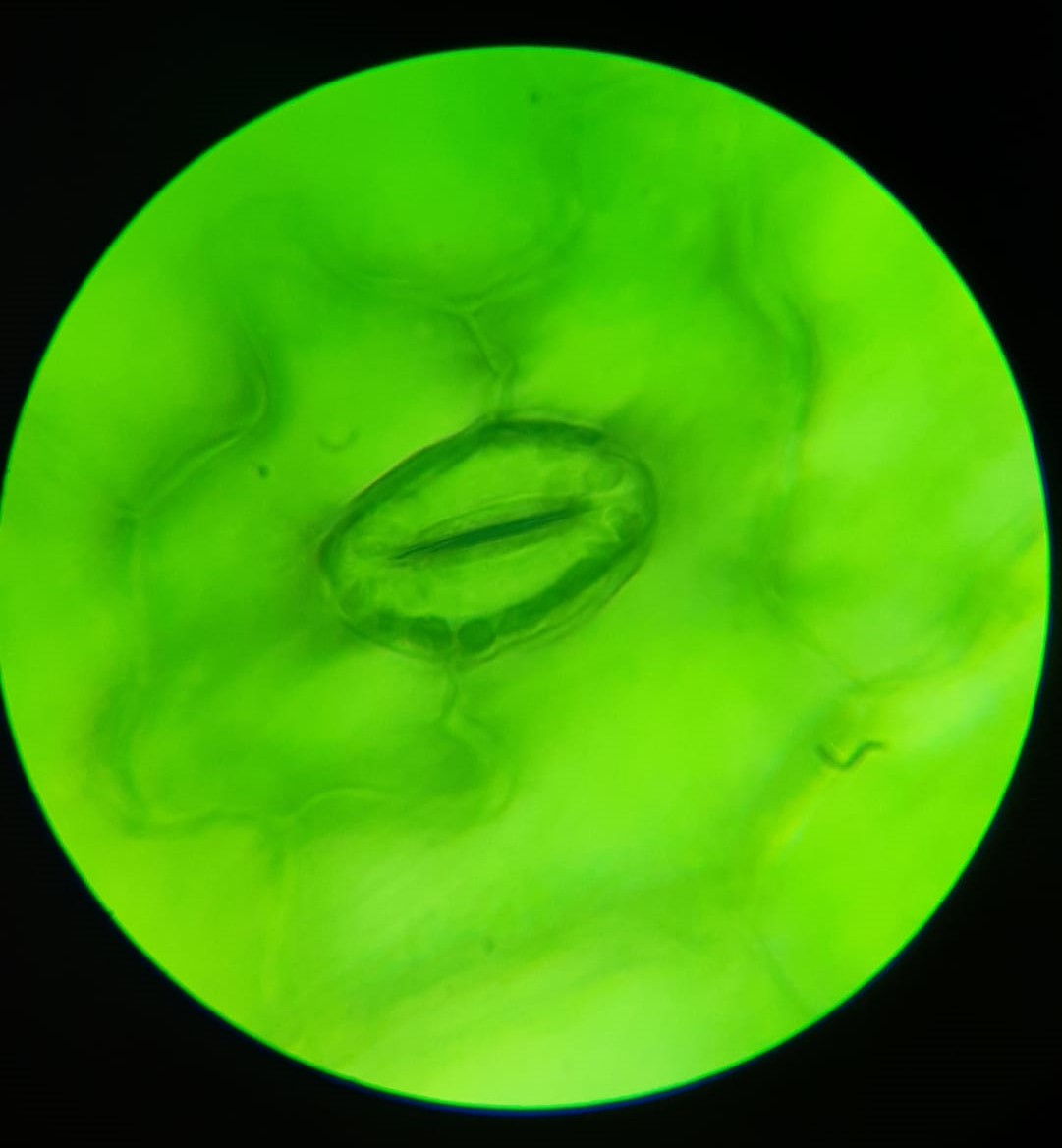
Stoma visto al microscopio ottico

Sebbene sin dall'antichità gli scienziati abbiano notato l'evaporazione dell'acqua dalle foglie, il primo ad osservare gli stomi attraverso l'uso del microscopio fu il naturalista italiano Marcello Malpighi, che pubblicò la scoperta nel lavoro Anatome plantarum nel 1675 . Tuttavia, paradossalmente, non fu in grado di attribuire agli stomi la loro vera funzione. Al contrario, il suo contemporaneo inglese Nehemiah Grew aveva già ipotizzato che gli stomi servissero a ventilare l'ambiente interno della pianta e li paragonò alle  vie aeree degli insetti.

## Descrizione
Ogni stoma è formato da due cellule, dette cellule di guardia, le cui variazioni di turgore determinano l'apertura e la chiusura dello stoma. Le  cellule di guardia non sono completamente aderenti le une alle altre: sono collegate alle estremità e libere nel mezzo delimitando in questo modo una apertura detta rima stomatica.   
L'apertura dello stoma è favorita anche da un diverso spessore della parete cellulare delle cellule di guardia: la parte rivolta verso la rima stomatica è ispessita  (può depositarsi uno strato di parete secondaria) ed oppone resistenza al rigonfiamento delle cellule aiutando l'apertura della rima stomatica.  
Sotto lo stoma, di solito nel parenchima sottostante, si trova uno spazio vuoto chiamato camera sottostomatica.      

### Forma delle cellule di guardia
Sebbene la forma più nota sia quella reniforme sono state descritte diverse tipologie di cellule di guardia in base alla loro anatomia e al meccanismo di apertura e chiusura:  
Tipo Amaryllis 

disegno di uno stoma con cellule di guardia reniformi (tipo Amaryllis)
disegno di uno stoma con cellule di guardia reniformi (tipo Amaryllis) in sezione
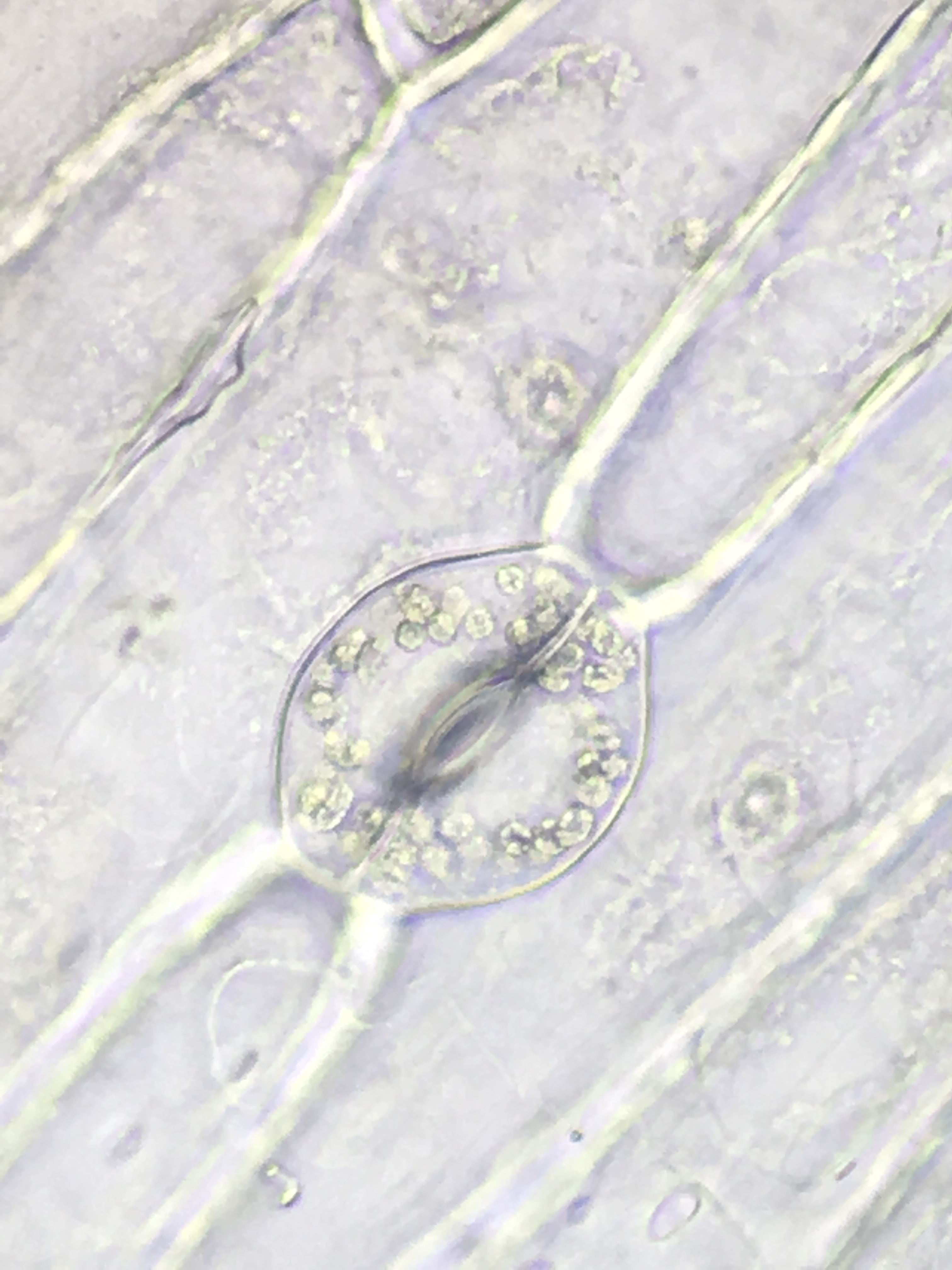
immagine al microscopio ottico di uno stoma con cellule di guardia reniformi (tipo Amaryllis)

Le celle di guardia sono a forma di fagiolo e con la parete cellulare di spessore irregolare. Le pareti interne (rivolte verso la rima stomatica) sono rinforzate e spesse, mentre il lato dorsale è sottile e flessibile. Quando il turgore diminuisce, le cellule si raddrizzano e la rima si chiude.     

Tipo Gramineae 

disegno di uno stoma con cellule di guardia a manubrio (tipo Graminee)
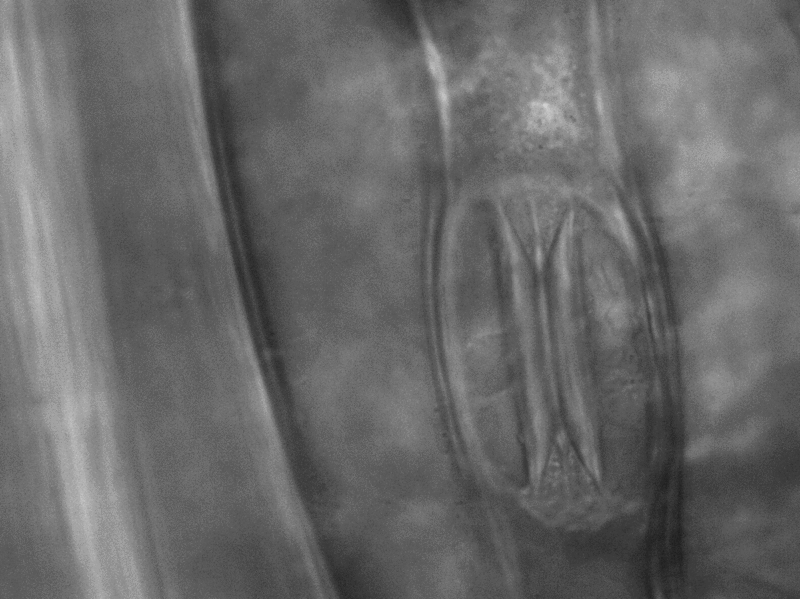
immagine al microscopio ottico di uno stoma con cellule di guardia a manubrio (tipo Graminee)

Le celle di guardia hanno una forma a manubrio e pareti ancora irregolarmente spesse.  All'aumentare del turgore cellulare, le porzioni a parete sottile si allargano, vengono allontanate e la rima viene allargata. Come suggerisce il nome, questo tipo di stomi predomina nelle Poaceae, ma anche in Carex e nei giunchi (Juncus).    
In alcune specie le cellule epidermiche intorno allo stoma (dette anche cellule annesse) possono intervenire nel processo di regolazione dell'apertura dello stoma. A seconda della forma e della posizione delle cellule epidermiche che lo circondano, lo stoma può essere: 
- anomocitico: le cellule di guardia sono circondate da cellule che non si distinguono dalle altre cellule epidermiche (es: nelle Ranunculaceae, Cucurbitaceae, Malvaceae)
- anisocitico: le tre cellule annesse hanno dimensioni differenti (una molto più piccola delle altre) es. nelle Brassicaceae, in Nicotiana e Solanum;
- paracitico: possiede due cellule annesse con asse parallelo e congruente all'asse dello stoma; es. Rubiaceae, Convolvulaceae
- diacitico: sono due stomi con due cellule annesse con asse perpendicolare all'asse dello stoma, es. nelle Caryophyllaceae.
- ciclocitico: le cellule annesse formano un anello intorno allo stoma, es. nelle Bignoniaceae.

## Funzionamento
Il meccanismo funziona così: le due cellule di guardia sono unite all'estremità a formare lo stoma. Quando la pianta giunge in stress idrico risponde facendo perdere turgore alle cellule di guardia che vanno a chiudere la rima stomatica. Ciò avviene grazie alla presenza dell'acido abscissico che lascia uscire lo ione potassio dalle cellule con conseguente perdita di acqua. Il turgore di queste particolari cellule è dovuto quindi dalla capacità di regolare l'entrata ed uscita di soluti come appunto lo ione potassio creando così un gradiente di concentrazione che richiama molecole di acqua.Quando esse accumulano ioni potassio, rendono l'ambiente interno della cellula ipertonico rispetto all'esterno e provocano il passaggio dell'acqua nella cellula secondo un meccanismo di osmosi. I vacuoli della cellula si riempiono e la rendono turgida: di conseguenza, l'apertura dello stoma aumenta.  
Quest'ultima strategia cellulare aumenta a sua volta la virtù delle cellule di guardia a gonfiarsi. Se, al contrario, le cellule di guardia cedono ioni potassio, la pressione osmotica fa uscire l'acqua dalla cellula, la quale si raggrinzisce chiudendo lo stoma. 
La chiusura degli stomi provoca una forte trattenuta idrica ma sacrifica la respirazione cellulare. Se aumenta la quantità di acqua nella pianta, le cellule si aprono permettendo la traspirazione.
La singola cellula di guardia possiede una struttura molto particolare, ma semplice: la parete cellulare non è uniformemente ispessita, bensì è più sottile esternamente e più spessa in prossimità della rima, inoltre posseggono delle microfibrille di cellulosa che, con il loro particolare orientamento, fanno sì che la variazione di turgore delle cellule si rifletta in una variazione di forma anziché di volume.

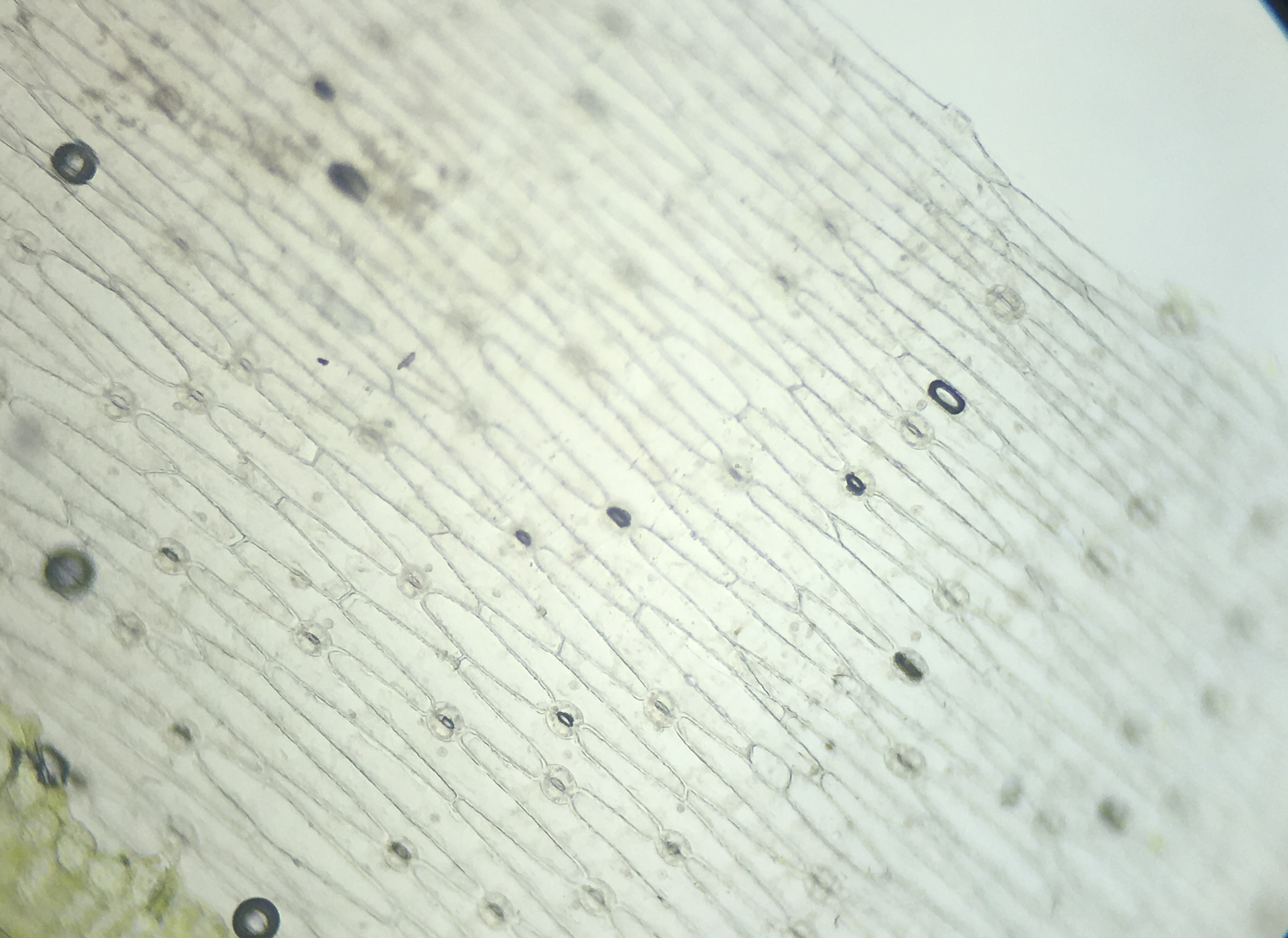
Epidermide fogliare con stomi in evidenza. Si osservano grandi cellule epiteliali e cellule di guardia più piccole e rotondeggianti. Osservazione effettuata al microscopio ottico in campo chiaro.

## Variazioni ambientali e provocate che influenzano la chiusura degli stomi

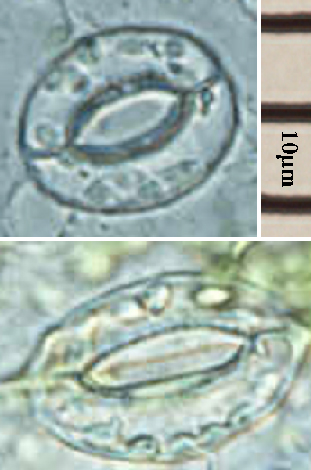
Uno stoma aperto (sopra) e chiuso (sotto)

### Variazioni ambientali
La chiusura dello stoma è frequente in condizioni di:
- temperatura elevata per gli standard della pianta, onde evitare dispersioni di acqua; nel contempo, però, questo fenomeno impedisce il passaggio di ossigeno e anidride carbonica, ostacolando la fotosintesi clorofilliana. Per questo motivo molte piante non sono in grado di sopravvivere in climi molto secchi o caldi.
- deficit idrico prolungato che provoca stress
- fotoperiodismo elevato
- concentrazione anidride carbonica elevata attorno al margine fogliare
- umidità relativa dell'aria elevata e assenza di vento
- età della foglia

Nelle piante che vivono nelle zone caldo-umide dei paesi tropicali sono presenti degli stomi acquiferi localizzati sul margine delle foglie, dove terminano le nervature principali con la funzione principale di espellere l'acqua in eccesso. Inoltre, con stomi bene aperti, le foglie possono assorbire concimi fogliari e fitosanitari.

### Variazioni provocate
È noto che gli stomi, oltre a svolgere diverse funzioni fondamentali per la foglia, siano anche siti importanti di accesso per funghi e batteri vari. Difatti l'osservazione testimonia che, durante le giornate umide e piovose, proprio quando le rime stomatiche rimangono aperte per permettere all'acqua in eccesso di defluire avvengono i contagi di patogeni fogliari. Nonostante la foglia non sia un ambiente particolarmente fertile e facile da colonizzare, alcune specie di microrganismi riescono a moltiplicarsi anche sulla superficie fogliare. Capita perciò che queste colonie possano espandersi e ricercare appunto una via d'entrata alla foglia, dato che non hanno le capacità fisiche: queste specie infatti non posseggono strumenti per forare lo spesso strato di cutina e cere, al contrario degli insetti. L'ingresso di agenti patogeni negli spazi sottostomatici genera una cascata di eventi all'interno delle due cellule di guardia, che recepiscono l'entrata di organismi non-self. La chiusura della rima mediata da ormoni vegetali (ABA) infatti consente in un primo momento di bloccare l'infezione. Purtroppo gli agenti patogeni interferiscono attraverso fattori di virulenza con la normale attività metabolica delle cellule di guardia e con la risposta immunitaria della pianta stessa, riuscendo a sintetizzare molecole capaci di indurre la ri-apertura della rima stomatica. Principalmente si tratta di proteine e fitotossine come la "coronatine". Così facendo, l'infezione può continuare.

## Localizzazione degli stomi

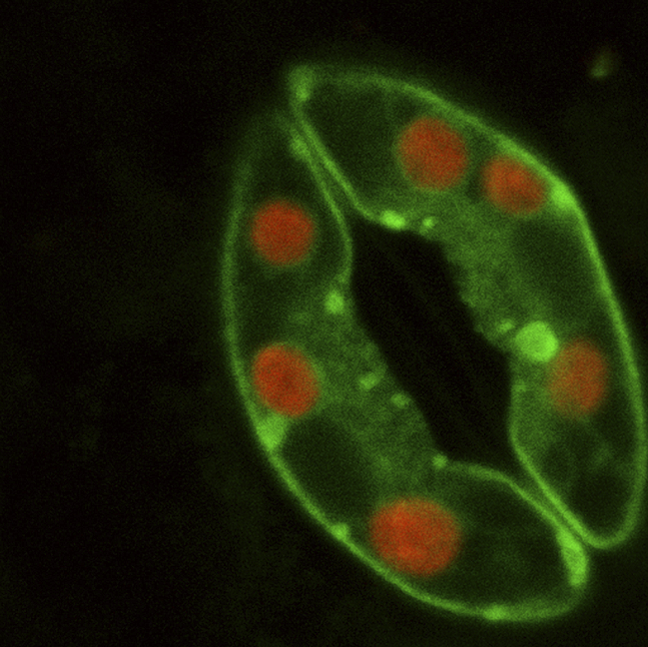
Uno stoma che presenta fluorescenza verde, in rosso i cloroplasti

Nelle piante dicotiledoni terrestri sono presenti più stomi sull'epidermide inferiore, mentre ci sono pochi stomi sull'epidermide superiore per ridurre la perdita di acqua. si stimano circa 1.000.000 stomi ogni cm2 nell'epidermide inferiore mentre circa 15.000 nell'epidermide superiore.
Nelle piante acquatiche con foglie galleggianti gli stomi sono localizzati solo sull'epidermide superiore.